# فریده هیئت
فریده هیئت (انگلیسی: Farideh Heyat؛ زادهٔ ۲۰ ژوئن ۱۹۴۹) پژوهشگری شناخته‌شده در زمینه مطالعات زنان اهل بریتانیا است. او انسان‌شناس بریتانیایی-ایرانی و نویسنده ساکن لندن است. او مدرس بازنشسته دانشکده مطالعات شرقی و آفریقایی (SOAS) و دانشگاه آمریکایی آسیای مرکزی در بیشکک است.
هیئت نویسنده مقالات متعددی در مورد زنان در آذربایجان و قرقیزستان است. او همچنین نویسنده کتاب‌های زیر است: «زنان آذری در گذار: زنان در آذربایجان شوروی و پس از شوروی» و «سرزمین چهل قبیله».

## زندگی و تحصیلات
هیئت از والدین آذری متولد شد. او دوران کودکی خود را در تهران گذراند. او  به دو زبان فارسی و آذری مسلط است.
پس از فارغ‌التحصیلی از مدرسه، به مدت یک سال به ترکیه نقل مکان کرد و در دانشگاه آنکارا در رشته فیزیک تحصیل کرد. برای ادامه تحصیلات عالی، او در سال ۱۹۶۷ به لندن نقل مکان کرد. اولین مدرک تحصیلی او در رشته کامپیوتر و آمار بود. پس از آن، مدرک کارشناسی ارشد خود را در رشته علوم رایانه دریافت کرد. سپس رشته تحصیلی خود را تغییر داد و تحصیلات خود را در رشته انسان‌شناسی اجتماعی در دانشگاه SOAS لندن آغاز کرد، جایی که مدرک کارشناسی ارشد انسان‌شناسی و سپس دکترای خود را در این رشته دریافت کرد.

## فعالیت حرفه‌ای
پس از چند سال کار در صنعت کامپیوتر، او به عنوان معلم آموزش دید و تا سال ۱۹۸۹ در کالج‌های آموزش عالی لندن به تدریس کامپیوتر پرداخت. او پس از اخذ دکترای خود در سال ۱۹۹۹، کار خود را در تدریس انسان‌شناسی و مطالعات توسعه در SOAS آغاز کرد. در سال ۲۰۰۲، او تدریس این دروس را در دانشگاه آمریکایی آسیای مرکزی آغاز کرد.
از سال ۱۹۹۲ تا ۱۹۹۷، او تحقیقاتی در مورد وضعیت تاریخی زنان در آذربایجان و تغییرات پس از شوروی برای آنها انجام داد. او در طول سال‌های ۲۰۰۲ تا ۲۰۰۳ به قرقیزستان و ازبکستان سفر کرد و در مورد زنان، فرهنگ و جامعه منطقه تحقیق و پژوهش انجام داد.

## کتابشناسی

### کتاب‌ها
- زنان آذری در گذار: زنان در آذربایجان شوروی و پس از فروپاشی شوروی، انتشارات روتلج، ۲۰۰۲. [۳][۴]، طبق ورلدکت این کتاب در ۱۷۵ کتابخانه نگهداری می‌شود.
- سرزمین چهل قبیله، انتشارات هرتفوردشایر، ۲۰۱۵[۵][۶]

### فصل‌های کتاب
- اسلام پس از فروپاشی شوروی در آذربایجان، کهن‌الگوهای فرهنگی و تغییر سیاسی در قفقاز، نینو تستیشویلی (ویراستار)، انتشارات نوا ساینس، ۲۰۱۰
- زنان و فرهنگ کارآفرینی در آذربایجان، بازارها و اخلاق: قوم‌نگاری‌های پس از سوسیالیسم، آر. مندل و سی. هامفری (ویراستاران)، لندن: برگ، ۲۰۰۲
- استراتژی‌های زندگی زنان حرفه‌ای آذری در بستر شوروی، جنسیت و هویت‌سازی: زنان آسیای مرکزی، قفقاز و ترکیه، اف.آکار و ای. آیاتا (ویراستاران)، ای.جی. بریل، بوستون، ایالات متحده، ۲۰۰۰
- آذری‌ها، برخی اقلیت‌ها در خاورمیانه، آر. تاپر (ویراستار)، مرکز مطالعات خاورمیانه و نزدیک، SOAS، دانشگاه لندن، ۱۹۹۲